# Нікомед II Епіфан
Нікомед II Епіфан (*Νικομήδης ὁ Ἐπιφανής, д/н —128 до н. е./127 до н. е.) — цар Віфінії у 149 до н. е.—128 до н. е./127 до н. е. роках.

## Життєпис

### Молоді роки
Був сином Прусія II, царя Віфінії. Стосовно матері відомості різняться: Апама IV (донька Філіпа V, царя Македонії), або донька фракійського царя Діегіла.
Близько 167 року до н. е. разом з батьком відвідав Рим, де останній уклав союз. Нікомеда було віддано під опіку римського сенату, в обмін на що Прусій II отримав фінансову та військову допомогу (20 суден). У Римі Нікомед здобув друзів серед нобілів.
Під час війни Віфінії з Пергамом у 156—154 році до н. е. разом з віфінським послом Антіфілом сприяв підтримці сенату дій Прусія II проти Аттала II. Втім згодом стосунки з батьком погіршилися, оскільки той оголосив своїм співправителем зведеного брата Нікомеда — Прусія III. Водночас самого Нікомеда було відправлено на чолі посольства до Риму, яке повинно було скасувати котрибуції, покладені за умовами закінчення війни не на користь Віфінії.
Але Нікомед у Римі заручився підтримкою сенату й водночас через пергамського посла Андроніка уклав союз з Атталом II проти власного батька. У 149 році до н. е. повернувся до Малої Азії, де за підтримки пергамських військ рушив до Віфінії. Тут не мав суттєвого спротиву. Спочатку захопив Нікею, а потім здолав батька і зведеного брата в Нікомедії. Нікомеда II було оголошено царем, який одним з перших розпоряджень наказав стратити Прусія II і Прусія III.

### Царювання
Основою політики нового володаря було встановлення міцних стосунків з Пергамом та фактична відмова від активної зовнішньої політики. Єдиний раз Нікомед II втрутився у справи інших держав у 133 році до н. е. під час повстання Аристоніка у Пергамському царстві. Разом з іншими малоазійськими царями (Мітрідатом V Понтійського, Аріаратом V Каппадокійским, Пілеменом II Пафлагонським) надав допомогу римським легіонам. В нагороду римляни передали Віфінії місто Мілетуполь з округою. Втім віфінський цар був невдоволений, намагаючись отримати частину Великої Фригії. Проте його суперник Мітрідат V Евергет за хабар Манію Аквілію домігся рішення на свою користь. Але Нікомед II не прийняв цього.
Загалом намагався налагодити дружні стосунки з грецькими містами Малої Азії та Афінами. Надавав підтримку храму Асклепія на острові Кос. Цим самим цар намагався здобути підтримку в еллінському світі.
За Нікомеда II і його наступників вживання тронного імені стало невід'ємною рисою царської титулатурі. Сам цар прийняв почесне прізвисько Епіфан, тобто «Знаний».

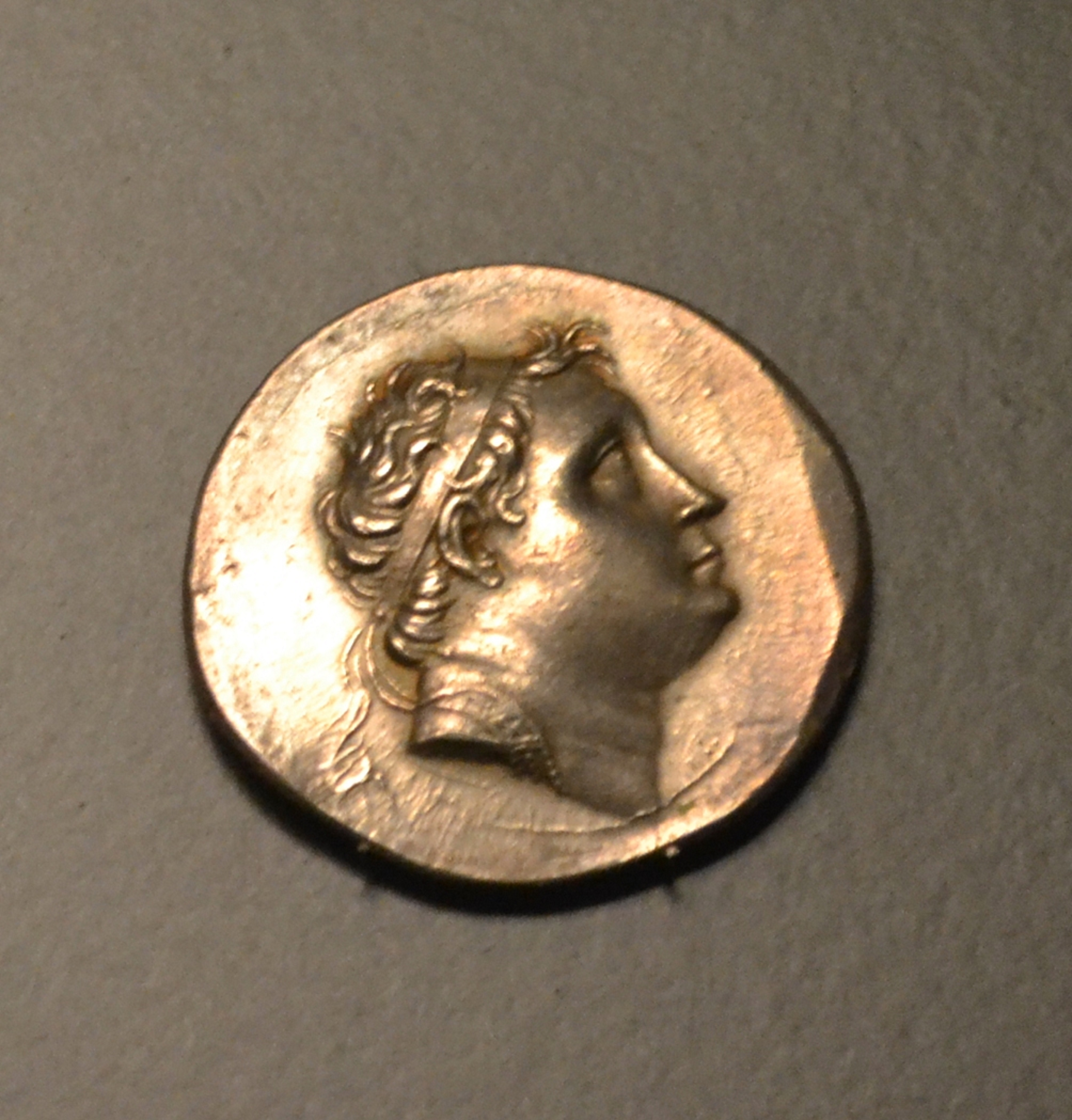
Золотий статер Нікомеда II

Разом з тим став випускати золоті статери першим і єдиним з віфінських царів. Їх кількість незначна, але їх поява свідчить про бажання Нікомеда II поставити себе на один рівень з представниками великих елліністичних династій. Помер у 127 році до н. е. Йому спадкував син Нікомед III.